# Milicia Bolivariana
La Milicia Nacional Bolivariana (MNB), es un componente de la Fuerza Armada Nacional Bolivariana. Es el más reciente de dicha fuerza militar y el más numeroso en personal militar, según informes de la institución está conformado por más de cuatro millones de milicianos. El 20 de enero de 2020 la Asamblea Constituyente aprueba la reforma a la Fuerza Armada Nacional Bolivariana (FANB), que incluye la integración de la Milicia Bolivariana para darle un rango constitucional.
Dicho cuerpo fue creado por el presidente Hugo Chávez en 2005 como el Comando General de la Reserva Nacional y Movilización Nacional. En el año 2009, se cambió al nombre actual.
La Milicia Nacional Bolivariana no cuenta con una academia militar adscrita a la Universidad Militar Bolivariana de Venezuela (UMBV), aunque su tropa alistada y tropa profesional son formadas en núcleos militares dependientes de otros componentes. Además, sus oficiales son adiestrados directamente por el departamento de educación del Ministerio del Poder Popular para la Defensa, los cuales tienen otra función, sin embargo tienen mando, pero no comando. En diciembre de 2019, el integrante del Consejo Político del Partido Socialista Unido de Venezuela (PSUV), William Fariñas, propuso crear la Academia Militar de la Milicia Bolivariana, para formar cadetes en dicho componente de la FANB. El proyecto aún no ha sido aprobado, de darse, sería la octava academia de la UMBV.

## Historia
La milicia tuvo varios antecedentes antes de formarse como un cuerpo especial de la FANB, desde la época colonizadora de Venezuela se encontraron grupos indígenas resistentes al imperio español. Una de las tribus más resaltantes fueron los Caribes. Más tarde, el 13 de julio de 1797, dos milicianos, Manuel Gual y José María España, lucharon contra España. Dicha participación unificó las clases de la sociedad colonial. Es decir, fue el primer movimiento que contó con raíces populares.
El G/B Marco Pérez Jiménez y presidente para ese momento, dispuso la creación de un Cuerpo de Reserva para las Fuerzas Armadas Nacionales, pero no fue años más tarde, específicamente el 19 de noviembre de 1989 hasta el 18 de junio de 1991, donde se crearon los Batallones de Reserva: Victoria, Maracaibo, Los Horcones, Bocachica, Vigirima, Quesera del Medio, Maturín y Táchira.
No fue hasta la llegada del mandatario Hugo Chávez, que le da inicio de cuerpo auxiliar de la FANB, con su cuerpo administrativo y militar, según decreto de la Presidencia N° 3560 se instala el comando de la Reserva Militar y Movilización Nacional y el decreto N° 3561 publicado en la Gaceta Oficial N° 38158 del 4 de abril de 2005 se nombra al G/D (EJ) Julio Ramón Quintero Viloria, comandante general de la Reserva Nacional.
Luego, el 13 de abril de 2009, por resolución del Ministerio de Poder Popular para la Defensa, publicada en Gaceta Oficial de la República Bolivariana de Venezuela Gaceta Oficial N° 39156, por la cual se cambia la denominación de Comando General de la Reserva Militar y Movilización Nacional, por Comando General de la Milicia Nacional Bolivariana, se asigna como fecha aniversario de dicha fuerza en conmemoración a los hechos ocurridos en el golpe de Estado del 11 de abril de 2002.

## Estructura

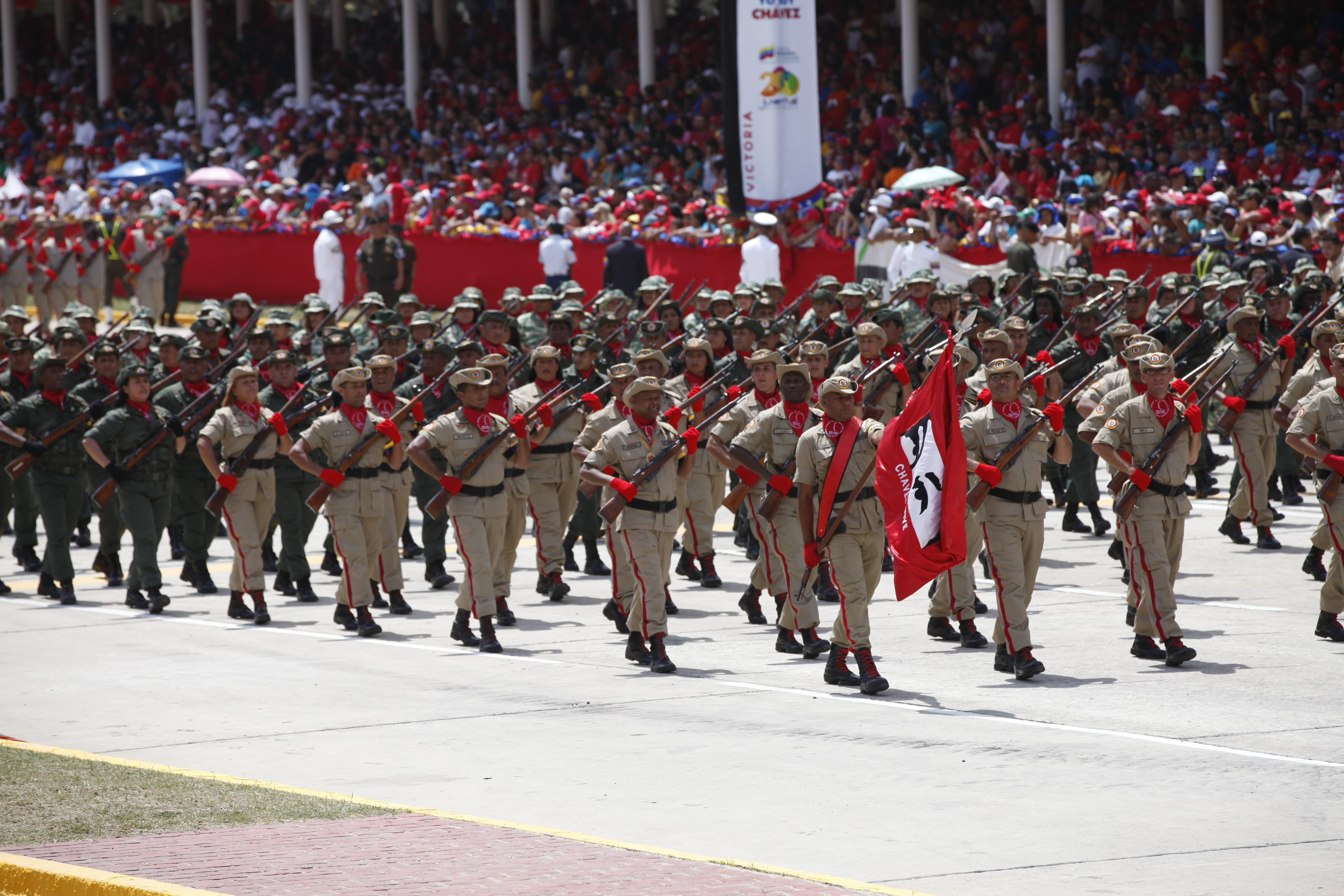
Milicia bolivariana en Caracas, Venezuela, el 5 de marzo de 2014, durante la conmemoración de la muerte de Hugo Chávez.

La Milicia Bolivariana tiene su propio Comando General con su respectivo Estado Mayor. 
La Milicia depende en lo operativo del Comando Estratégico Operacional, que es su puente con la comandancia en jefe de la FANB. En lo administrativos depende del Ministerio del Poder Popular para la Defensa.
El Comando General de la Milicia Bolivariana, está conformado por dos estratos: la Reserva Nacional, constituida por todos los ciudadanos venezolanos que no estén en el servicio militar activo (cuadros temporales de los otros componentes), o que hayan cumplido con el servicio militar o que voluntariamente se incorporen a las unidades de la reserva; y las milicias propiamente tales, que son integradas por la Milicia Territorial (unidades geográficas) y los Cuerpos Combatientes (unidades conformadas por trabajadores de determinada institución). Los milicianos encuadrados en estas unidades cumplen períodos de instrucción, pueden ser convocadas frente a estados de excepción constitucional o eventualmente ser hábiles para ser llamados a llenar un cargo de naturaleza militar en calidad de empleo temporal. 
Además de dividirse en Milicia Territorial y Cuerpos combatientes, las unidades de milicia se clasifican según sus objetivos en tres tipos:
- De empleo general: Unidades móviles destinadas a actuar en territorio de un estado o en un conjunto de municipios.
- De empleo territorial: Destinadas a defender una ciudad u objetivos de importancia dentro de un territorio determinado.
- De empleo local: Destinadas a la defensa de potenciales objetivos económicos y políticos de una determinada localidad, o a colaborar al mantenimiento del orden público.

### Milicia territorial

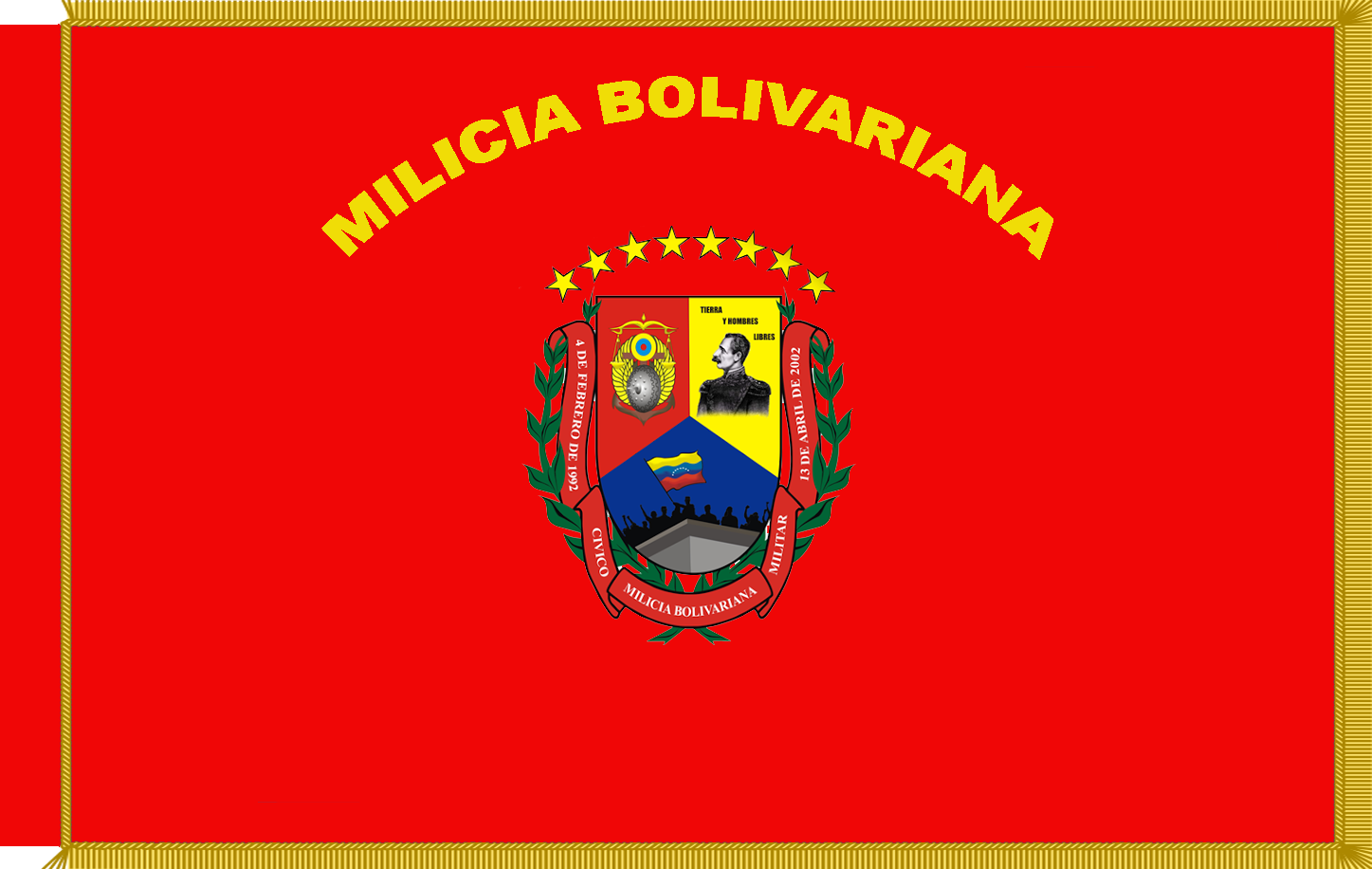
Estandarte de la Milicia Nacional Bolivariana

Los miembros de la Milicia Territorial tienen por rutina concentrarse cuatro veces al mes (fines de semana) para recibir instrucción militar, durante la semana realizan otras actividades, por ejemplo de promoción social, decididas por el comando, pudiendo además ser convocados a concentración en caso de necesidad frente a otras ocasiones extraordinarias o emergencias.Un grupo especial dentro de la Milicia Territorial lo constituye la llamada Milicia Rural, con su armamento y equipo diferenciado al resto de la fuerza.
Cada Milicia Territorial cuenta con una plana mayor formada por oficiales formados dentro de la milicia y los reservistas.

### Cuerpos combatientes
Un segundo tipo de unidades es conformado por los llamados Cuerpos Combatientes, que son formados por trabajadores de determinadas instituciones y empresas públicas o privadas, que se organizan no por área de residencia del miliciano sino en virtud de su pertenencia a un determinando ente y se encargan de entrenar como mantener operativas las empresas con un mínimo de personal. Este ente, por ejemplo una empresa, es la responsable administrativa del funcionamiento de su respectivo Cuerpo Combatiente, que depende operativamente del Comando General de la Milicia Bolivariana.
Existen antecedentes, en los materiales de promoción de estos Cuerpos Combatientes, que en ellos el nivel de concentración o entrenamiento sería más ligero que en la Milicia Territorial, con una jornada de medio día al mes (un medio día laborable) en vez de cada fin de semana que son habituales en la Territorial. Así mismo, en los textos relativos a Cuerpos Combatientes prima mensajes alusivos a la flexibilidad del entrenamiento y su adaptación a la condición física del miliciano o textos similares, por ejemplo aclarando la posibilidad de que los jubilados de las instituciones involucradas también se integren a las unidades. Aun así, se señala que los miembros reciben instrucción en infantería, comunicaciones, primeros auxilios, en coordinación con organismos de seguridad. Además previa evaluación médica podrían acceder a cursos que habitualmente se consideran de especialización (paracaidismo, comando, helitáctico, buceo).

## Rangos militares y formación
Anteriormente en el Artículo 51 de la Ley Orgánica de la Fuerza Armada Nacional Bolivariana (LOFANB), que entró en vigencia el 17 de noviembre de 2014, la Fuerza Armada Nacional Bolivariana estaba integrada por cuatro componentes; el Ejército Bolivariano, la Armada Bolivariana, la Aviación Militar Bolivariana y la Guardia Nacional Bolivariana. Sin embargo, en su Artículo 66 indicaba que dichos componentes funcionaban de manera integral y se complementan con la Milicia Nacional Bolivariana, reunidos en el Comando General de la Milicia Bolivariana, como un cuerpo especial, destinado a la Defensa Integral de la Nación, para contribuir en garantizar su independencia y soberanía. Años más tarde, se modifica la LOFANB y en la Gáceta N° 6.508 Extraordinario de fecha 30/01/2020, se integró por completo la Milicia Bolivariana como el quinto componente de la FANB,
Cada componente cuenta con su respectiva comandancia general y su estado mayor, sus estructuras logísticas y sus escuelas formativas, con excepción de la Milicia Bolivariana que se nutre de cuadros de oficiales y Tropas Profesionales previamente formados en los otros componentes, pero si cuenta con sus propios centros de adiestramiento, y ha iniciado cursos especiales para la formación de oficiales.
Cabe destacar que la Milicia Bolivariana, carece de un instituto de formación para futuros oficiales dentro de la Universidad Militar Bolivariana de Venezuela y por ende no posee un personal de cadetes, así mismo los oficiales que forman parte de la milicia generalmente son efectivos del Ejército Bolivariano, Aviación Militar Bolivariana, Armada Bolivariana o Guardia Nacional Bolivariana, así que los rangos serían los mismos que en estos componentes ya que los oficiales utilizan el uniforme de gala de su respectivo componente, también las tropas profesionales y tropas alistadas no tienen uniforme de gala solo los de faena denominado Patriota (caqui) y Zamorano (camuflado). Aunque, a partir de 2018, se está ejecutando un curso especial de varios meses para graduar oficiales, sin embargo no pertenecen a ninguna de las siete academias (Academia Militar del Ejército Bolivariano, Academia Militar de la Armada Bolivariana, Academia Militar de la Aviación Bolivariana, Academia Militar de la Guardia Nacional Bolivariana, Academia Técnica Militar Bolivariana, Academia Militar de Oficiales de Tropa C/J Hugo Rafael Chávez Frías y Academia Militar de Medicina) de la UMBV. Sin embargo, hay una propuesta para la creación de su academia.
Para las tropas alistadas, tropas profesionales y oficiales los rangos son idénticos a los del Ejército Bolivariano, la Aviación Militar Bolivariana y la Guardia Nacional Bolivariana a excepción del rango de Soldado Raso (Aviador Raso o Guardia Nacional Raso) el cual es equivalente a miliciano.

### Tropa Alistada
| Parche patriota, capona intercuartel y hombrera | Parche patriota, capona intercuartel y hombrera | Parche patriota, capona intercuartel y hombrera | Parche patriota, capona intercuartel y hombrera | Parche patriota, capona intercuartel y hombrera |
| Rango                                           | Miliciano                                       | Distinguido                                     | Cabo segundo                                    | Cabo Primer                                     |
| Abreviación                                     | S                                               | D                                               | C2                                              | C1                                              |
| ----------------------------------------------- | ----------------------------------------------- | ----------------------------------------------- | ----------------------------------------------- | ----------------------------------------------- |
| Parche Patriota (caqui) y Zamorano (camuflado)  | Sin Insignia ni parche                          |                                                 |                                                 |                                                 |

### Tropa Profesional
| Rango                                          | Sargento Supervisor | Sargento Ayudante | Sargento Mayor de 1.ª | Sargento Mayor de 2.ª |
| Abreviación                                    | SS                  | SA                | SM1                   | SM2                   |
| ---------------------------------------------- | ------------------- | ----------------- | --------------------- | --------------------- |
| Parche Patriota (caqui) y Zamorano (camuflado) |                     |                   |                       |                       |

| Rango                                          | Sargento Mayor de 3.ª | Sargento Primero | Sargento Segundo |
| Abreviación                                    | SM3                   | S/1              | S/2              |
| ---------------------------------------------- | --------------------- | ---------------- | ---------------- |
| Parche Patriota (caqui) y Zamorano (camuflado) |                       |                  |                  |

### Oficiales
| Escala      | Oficiales Generales | Oficiales Generales | Oficiales Generales | Oficiales Generales |
| Rango       | General en Jefe     | Mayor General       | General de División | General de Brigada  |
| Abreviación | G/J                 | M/G                 | G/D                 | G/B                 |
| ----------- | ------------------- | ------------------- | ------------------- | ------------------- |
| Presilla    |                     |                     |                     |                     |

| Escala                                         | Oficiales Superiores | Oficiales Superiores | Oficiales Superiores | Oficiales Subalternos | Oficiales Subalternos | Oficiales Subalternos |
| Rango                                          | Coronel              | Teniente Coronel     | Mayor                | Capitán               | Primer Teniente       | Teniente              |
| Abreviación                                    | Cnel                 | TCnel                | May                  | Cap                   | Ptte                  | Tte                   |
| ---------------------------------------------- | -------------------- | -------------------- | -------------------- | --------------------- | --------------------- | --------------------- |
| Parche Patriota (caqui) y Zamorano (camuflado) |                      |                      |                      |                       |                       |                       |

## Equipo y armamento
La Milicia Territorial utiliza el mismo uniforme común que es de reglamento en toda la FANB (el uniforme designado "Patriota"). 
Su arma de reglamento es el fusil automático de asalto FN FAL belga, que viene de ser reemplazado en el ejército regular por el AK-103 de fabricación rusa y local, que es la nueva arma estandarizada de las fuerzas regulares venezolanas. También tienen fusiles MPI KM-72 y MPI KMS-72 que son la variante de Alemania oriental del fusil de asalto soviético AKM. También cuentan con ametralladoras, morteros y cañones 106mm sin retroceso, así como otros equipos.
La Milicia Rural o Milicia Campesina porta el fusil de cerrojo ruso Mosin-Nagant M91/30, un diseño de fines del siglo XIX, que siguió siendo el equipamiento de unidades de la segunda línea soviética hasta la década de 1960. Estos cuerpos rurales también se caracterizan por portar machete y utilizar, al menos en desfiles, sombreros de fibra vegetal típicos del país ("de cogollo"), así como el uniforme "kaki" que identifica a la Milicia Bolivariana según los Acuerdos Internacionales de las Fuerzas Armadas de los Países, este uniforme cuenta con unas líneas rojas al costado del mismo.
Han existido anteriormente versiones de que la milicia sería dotada eventualmente con batallones de tanques, y han circulado igualmente imágenes de milicianos entrenado con equipamiento de mayor poder de fuego respecto a sus habituales fusiles FAL, como ametralladoras pesadas, antitanques Carl-Gustav, pequeños cañones sin retroceso o blindados ligeros Dragoon 300 AFV, pero todas estas actividades de instrucción se realizaría en recintos de la milicia llamados Áreas de Defensa Integral que se ubican en los Antiguos Agrupamientos de Reserva.
Hay un componente aéreo de la Milicia Nacional Bolivariana que estaría en proceso de activación desde hace algunos años. Sus oficiales pilotos, según han indicado fuentes oficiales, estarían encargados eventualmente de operar helicópteros, s Mi-172 del Servicio de Búsqueda y Salvamento del Instituto Nacional de Aeronáutica Civil.

## Críticas
La Milicia Nacional Bolivariana ha sido descrita como un «ejército político» que tiene más de cientos de miles de miembros en servicio, incluyendo reservas militares y empleados de empresas públicas y estatales de todos los niveles. La milicia está «bajo el comando directo del presidente» como Comandante en Jefe de la Fuerza Armada Nacional Bolivariana (a través de la autoridad del Ministerio de la Defensa y el Comando Estratégico Operacional) y «están entrenadas para defender la revolución bolivariana de sus enemigos internos y externos. La milicia bolivariana, en su gran mayoría son personas adultas de la Tercera edad, sin embargo, de igual manera en su mayoría aptos física y mentalmente para realizar actividades relacionadas en el ámbito militar. De igual manera hay jóvenes y personas de edad Militar dentro de esa institución castrense realizando diversidad de actividades relacionadas. Una crítica es que no son incorporados en su gran mayoría a un sistema de pago a través de la nómina Patria, por lo que amerita su asistencia a las actividades que requiera la institución castrense. Por último, debido a sus condiciones físicas limitadas son pocas las actividades físicas tácticas que realizan para las prácticas en el ámbito militar. 